# Bungaro

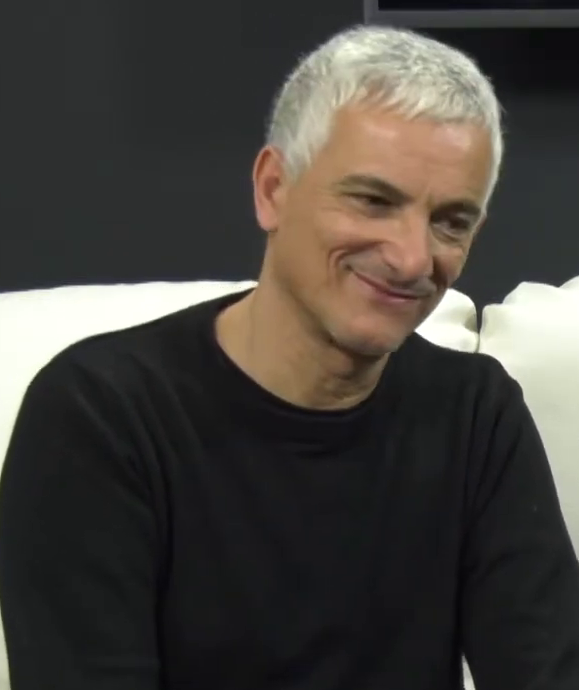
Bungaro, 2018

Bungaro (* 23. Mai 1964 in Brindisi als Antonio Calò) ist ein italienischer Cantautore.

## Karriere
Zunächst als Songwriter für andere Interpreten tätig, debütierte Bungaro 1988 beim Sanremo-Festival (Newcomer-Kategorie) mit dem Lied Sarò forte, dem das Album Sulla punta della lingua folgte. 1991 präsentierte er in Sanremo mit Marco Conidi und Rosario Di Bella (erneut in der Newcomer-Kategorie) das Lied E noi qui, im Anschluss erschien das Album Cantare fa più bene; 1992 folgte Ci perdiamo in tanti. Für das Album Tutto d’un fiato wurde er mit dem Premio Rino Gaetano ausgezeichnet. Danach konzentrierte Bungaro sich für längere Zeit auf seine Tätigkeit als Songwriter; mehrere seiner Lieder gingen auch in Sanremo ins Rennen. Nach einer weiteren eigenen Teilnahme am Sanremo-Festival erschien 2004 das Album L’attesa.
Für Arte (2010) arbeitete Bungaro u. a. mit Fiorella Mannoia zusammen. 2012 veröffentlichte er auf Il valore del momento Lieder, die er ursprünglich für andere Interpreten geschrieben hatte. Beim Sanremo-Festival 2018 ging er an der Seite von Ornella Vanoni und Pacifico ins Rennen; mit dem Lied Imparare ad amarsi erreichten sie den fünften Platz und wurden mit dem Sergio Endrigo gewidmeten Sonderpreis für die beste Interpretation ausgezeichnet.

## Diskografie
Alben

| Jahr | Titel           | Höchstplatzierung, Gesamtwochen, AuszeichnungChartsChartplatzierungen (Jahr, Titel, Platzierungen, Wochen, Auszeichnungen, Anmerkungen) | Anmerkungen    |
| Jahr | Titel           | IT | Anmerkungen    |
| ---- | --------------- | --- | -------------- |
| 2010 | Arte            | IT86 (1 Wo.)IT | Egea           |
| 2017 | Maredentro Live | IT57 (1 Wo.)IT | Esordisco/Sony |

- Sulla punta della lingua (RCA, PL 71917; 1988)
- Cantare fa più bene (RCA, PL 74531; 1990/1991)
- Ci perdiamo in tanti (RCA; 1992)
- Tutto d’un fiato (BMG; 1994)
- L’attesa (Aliante/EMI; 2004)
- Il valore del momento (Esordisco/Sony; 2012)

Singles

| Jahr | Titel Album                           | Höchstplatzierung, Gesamtwochen, AuszeichnungChartsChartplatzierungen (Jahr, Titel, Album, Platzierungen, Wochen, Auszeichnungen, Anmerkungen) | Anmerkungen                             |
| Jahr | Titel Album                           | IT | Anmerkungen                             |
| ---- | ------------------------------------- | --- | --------------------------------------- |
| 2018 | Imparare ad amarsi Un pugno di stelle | IT27 (2 Wo.)IT | Ornella Vanoni mit Bungaro und Pacifico |

- Stretti in una morsa persi / I pensieri che dondolano (RCA, PB 41578; 1987)
- Sarà forte / Stretti in una morsa persi (RCA, PB 41825; 1988)
- Sulla punta della lingua / C’è qualcosa che non va (RCA, PB 42311; 1988)
- E noi qui (mit Marco Conidi und Rosario Di Bella; EMI, 06-2042657; 1991)
- Credo (1991)

## Belege
1. ↑  Bungaro, classifiche. FIMI, abgerufen am 26. Januar 2018 (italienisch).
2. ↑  Ornella Vanoni, Bungaro & Pacifico; classifiche. FIMI, abgerufen am 2. Juli 2018 (italienisch).

| Personendaten    | Personendaten               |
| ---------------- | --------------------------- |
| NAME             | Bungaro                     |
| ALTERNATIVNAMEN  | Calò, Antonio (Geburtsname) |
| KURZBESCHREIBUNG | italienischer Cantautore    |
| GEBURTSDATUM     | 23. Mai 1964                |
| GEBURTSORT       | Brindisi                    |